# Atoka (Tennessee)
Pour les articles homonymes, voir Atoka.
Atoka (en anglais [əˈtoʊkə]) est une municipalité américaine située dans le comté de Tipton au Tennessee. Lors du recensement de 2010, sa population est de 8 387 habitants.

## Histoire
La localité est fondée en 1872 à proximité du chemin de fer. Son nom signifierait « le terrain de balle » en muscogee. Atoka devient une municipalité en 1911,.
La ville est en pleine croissance depuis les années 1990, devenant une banlieue dortoir de Memphis.

## Géographie
Selon le Bureau du recensement des États-Unis, la municipalité s'étend en 2010 sur une superficie de 12,36 milles carrés (32,01 km2), dont 0,03 mille carré (0,08 km2) d'étendues d'eau.

## Démographie
La population d'Atoka est estimée à 9 095 habitants au 1er juillet 2016.
Le revenu par habitant était en moyenne de 33 433 dollars par an entre 2012 et 2016, au-dessus de la moyenne du Tennessee (26 019 dollars) et de la moyenne nationale (29 829 dollars). Sur cette même période, 5,9 % des habitants d'Atoka vivaient sous le seuil de pauvreté (contre 15,8 % dans l'État et 12,7 % à l'échelle des États-Unis).

## Source
- (en) Cet article est partiellement ou en totalité issu de l’article de Wikipédia en anglais intitulé « Atoka, Tennessee » (voir la liste des auteurs).

1. 1 2  (en) Bureau du recensement des États-Unis, « Population, Housing Units, Area, and Density: 2010 - State -- Place and (in selected states) County Subdivision 2010 Census Summary File 1 », sur factfinder.census.gov (consulté le 11 avril 2018).
2. ↑  (en) Larry L. Miller, Tennessee Place Names, Indiana University Press, 2001, 248 p. (ISBN 978-0-253-33984-3, lire en ligne), p. 9.
3. 1 2  (en) David A. Gwinn, « Tipton County Municipalities History », sur tiptonco.com (consulté le 11 avril 2018).
4. 1 2  (en) Bureau du recensement des États-Unis, « Atoka town, Tennessee; Tennessee; UNITED STATES », sur census.gov (consulté le 11 avril 2018).